# Gran maestro (artes marciales)

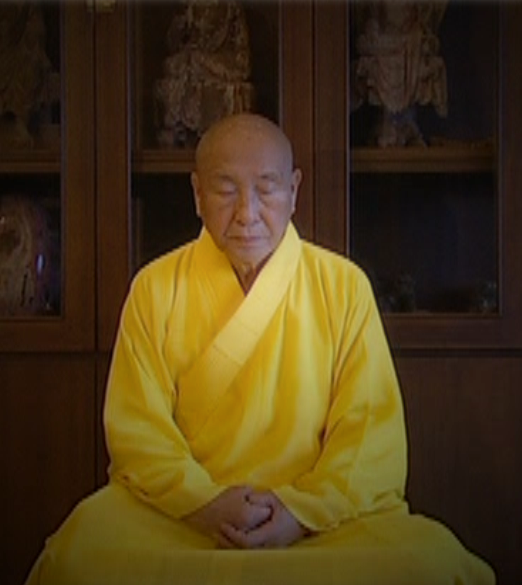
El gran maestro Wei Chueh.

Gran maestro (o simplemente maestro) es un título usado para describir o referirse a los practicantes experimentados de las artes marciales orientales comúnmente dado al instructor con mayor dominio de las técnicas, y tácticas marciales, además de tener un testimonio de vida respecto a la aplicación de la filosofía oriental en su vida. Actualmente dicho título es usado, principalmente, en películas de artes marciales y obras de ficción. En las artes marciales orientales, los sistemas de titulación tradicionales varían de acuerdo al país y las artes que se practican, aunque algunos términos tales como : "sensei"/ "Shihan" (en Japón), "Sifu" (en China), "Sanbonim" (en Corea), "Guro" (En Filipinas), «maestro» resultan muy comunes. El uso contemporáneo del título proviene de la expansión y masificiacion de la práctica de las artes marciales orientales en occidente a partir de los años 1950, cuando empezaron a narrarse las primeras historias de los legendarios combates marciales ocurridos en Asia, entre militares, monjes, guerreros, emperadores y reyes.

## Historia
Las artes marciales orientales acostumbran usar términos para referirse al rango y experiencia de sus practicantes, de los instructores, y de los profesores que generalmente se traducen como «maestro» en español y el uso del término surgió como una invención de la cultura occidental en los años 1950, cuando algunos veteranos militares estadounidenses de la Segunda Guerra Mundial (1939 - 1945) regresaban a su país natal y narraban historias acerca de increíbles técnicas marciales practicadas por individuos orientales, así como por clanes o grupos enteros. De forma subsecuente, pero infortunada; los títulos fueron incorporados en la cultura del cine de artes marciales como estrategias de publicidad para hacer ver que dichos títulos eran otorgados a personajes ficticios que eran altamente experimentados en dichas técnicas. En países asiáticos, este tipo de títulos comúnmente se reservan para líderes religiosos y santos.